# サプタムインターナショナル
サプタムインターナショナル（英: SAPTAM INTERNATIONAL）は、インドのニューデリーに本社を置く取材・撮影・ビジネスコーディネート会社である。ムンバイのボリウッドの中心にも事務所を持つ。従業員数6人。うちインド人6人日本人1人。

## 概要
2004年にD.K.バルマによって設立。日本のテレビ局、制作会社などから依頼を受けロケーション撮影の候補地の選定・情報提供からロケーション・ハンティング、ミュージックアルバム、TVCM、PV、ボリウッド撮影取材、インド人のキャスティング、スタジオ、機材、メイキャップ・アーティスト、デザイナー、アート・ディレクター、本番ロケの立ち会い等、撮影に関する様々な段取りや提案を主に行っている。また日本との交流も積極的に行っており、日本人従業員やインターン生の募集も行っている。なお社名のサプタム（Saptam）はサンスクリット語で数字の7を意味し、インドにおいて7は日本などと同様に幸運の数字として人々に認識されており、そこに由来する。

## 実績 (～2025.07.25 現在)
■ 私たちはインドでのコーディネート、レポーター、撮影のディレクション、カメラマン、音響、照明、翻訳、撮影許可等を行っています。
＜２０２５年＞
- 6月　フジテレビ「Mr. サンデー」：インド人ディレクター、インド人カメラマン、アーメダバードでのカメラ、車の手配
- 6月4日　TBS「TBSニュース」：アーメダバードでの現地コーディネート、車の手配
- 6月3日　日本テレビ「日テレNEWS NNN」：アーメダバードでの現地コーディネート、移動手配
- 4月　フジテレビ「Mr. サンデー」：インド・チャッティースガル州・トゥリ村での取材コーディネート、インド人ディレクター、インド人カメラマン、撮影機材の手配
- 3月25日　テレビ朝日：調査、撮影許可
- 1月14日　SONY MUSIC 「Metal Gandhara」コラボレーションMV撮影：インド内アーティスト稼働コーディネート
- 1月12日　日本テレビ「スクール革命！」：リサーチ
- 1月4日　日本テレビ「せっかち勉強」：リサーチ
- 1月　広島大学　現地調査：リサーチ、現地コーディネート

＜２０２４年＞
- 12月6日　NHK WORLD JAPAN「ダイレクトトークライブ」：カメラマン、音響、照明を社長のDKバルマが監督。
- 10月　創価学会TVCM撮影：撮影機材、コーディネーション、交通手段、ホテルの手配、撮影許可
- 8月　NHK「おはよう日本」：リサーチ、現地撮影許可、カメラマン、音響、翻訳、現地コーディネート
- 7月　NHK「あさにち」：リサーチ、現地撮影許可、カメラマン、音響、翻訳、現地コーディネート
- 6月　YONEX　テレビCM：インド大使館撮影許可、リサーチ、コーディネート
- 4月　MIMOZA MAGAZINE：インドスチールカメラマンの手配。
- 4月　NHK WORLD JAPAN 「Direct Talk」：日本とリモート撮影を実施。カメラマン、カメラ、照明、録音機材の手配。
- 1月19日　TBS NEWS DIG　チベット「まだ見ぬ祖国を夢見て」 亡命から65年…ダライ・ラマ14世の後継者問題、文化の継承は【news23】：撮影場所のインド ダラムサラでコーディネートを担当。

＜２０２３年＞
- 12月　TBS「報道の日　日英印つなぐカレー秘話」：リサーチ、現地撮影許可、リポーター、カメラマン手配、カメラレンタルを担当。
- 11月　テレビ朝日「楽しく学ぶ世界動画ニュース」：リサーチ、動画使用許可
- 9月　NHK 新潟県域「こんなウワサ 調べてみたんですけど...」：テレビ出演、カメラ機材、音響、照明、リサーチ、車の手配、コーディネート、制作
- 9月　NHK「所さん事件ですよ」：カメラマン手配、カメラ、照明のレンタル、インド人リポーター、撮影・ロケコーディネートを担当
- 9月　TBS、日本テレビ　G20サミット2023：リサーチ、ロケ地調査、インタビュー、アポ取り、移動社やホテルの手配、通訳
- 7月　はつらつ堂「八酵麗茶」TVCM：森林撮影許可、インド大使館撮影許可、リサーチ、コーディネート
- 7月　NHKBS1スペシャル「市民が見たコロナショック2023 7月」：インド編のキャスティング・撮影のディレクターを担当
- 7月　三井住友海上　MS&ADホールディングス ブランドムービー：カメラ、録音機材、カメラマン、録音スタッフ、ビデオエンジニアの手配（サプタムインド人チーム）、現地撮影許可・管理、移動車、宿泊ホテル、食事手配を担当
- 5月　TCS　TVCM：カメラ、インド人カメラマンの手配、音響、照明、通訳、撮影許可、リサーチ、バスの手配、コーディネート
- 4月　MUJI TVCM：撮影許可、翻訳、現地コーディネート、音響、照明
- 3月　TBS NEWS DIG「インドのゴミ問題”循環型リサイクル”の取組【ADGs】：リサーチ、現地撮影許可・管理、移動車、宿泊ホテル、食事手配を担当
- 3月　日テレNEWS「【インドを狙え】”人口世界一”の巨大市場 日本企業も参戦」：リサーチ、撮影コーディネートを担当

＜２０２２年＞
- 藤井風 「grace」（Official Video）：ロケーションのリサーチ、撮影許可、現地エキストラ（約200人）のキャスティング、食事、ホテル、ロケ車手配などトータルコーディネート https://www.youtube.com/watch?v=rSYoIuyks8g

- 5月　Drone Festival of India 2022　日本企業の出展サポート・コーディネート、オフィシャルムービー・スチール（ディレクター）、編集作業、通訳業務、車両手配、eVISA・PCR検査手配、オフィススペース貸し出し、インターネット環境整備、映像伝送業務、食事手配、他（電通）
- 2月　フジテレビ「世界の何だコレ!?ミステリー」　リサーチ, アポ

＜２０２１年＞
- 12月  NHK ダークサイドミステリー https://www.nhk.jp/p/darkside/ts/4847XJM6K8/
- 12月17日（金）テレビ東京夜１０時放送「ガイアの夜明け」
- 11月23日： 第52回 すんてれ ゲスト:RUYさん、インドサテライト DK VERMAさん、台湾サテライト 外崎真由美さん、 長谷通りごちそうマート 鈴木俊夫さん、漆畑来喜己栄さん、三輪早苗さん" on YouTube
- https://youtu.be/xGhBfqi86gc
- 11月　日本テレビ「世界一受けたい授業」「news zero」..レモと撮影、リサーチ、アポ、インド人カメラマンで、バルマ監督で。
- 9月  テレビ朝日新番組「刺さルール」..リサーチ
- 6月　NHK BS-1 BS1スペシャル「市民が見た世界のコロナショック 5月〜6月編」インド
- 5月　テレビ東京 内村のツボる動画 リサーチ と ビデオの著作権の許可
- 5月　読売テレビ (https://www.ytv.co.jp/ )   の生放送に参加し、コロナの現状を語る.
- 3月　One Piece Manga Shuensha...ワンピースマンガのインドのファンに関する研究と調整

＜２０２０年＞
- NHK-ＢＳ１スペシャル「市民が見た世界のコロナショック１１月～１２月編」2020年12月23日(水）午後2:30～午後3:20(50分)
- テレビ東京「ありえへん∞世界」　リサーチ  , Copyright etc.
- 株式会社フジテレビジョン「関ジャニ∞クロニクルF」  放送日:11月30日23:0-23:40
- ケツメイシ ミュージックアルバム
- https://barks.jp/news/886098/
- ケツメイシが11月4日にリリースする通算36枚目のシングル「スーパースター／ヨクワラエ」すべてのインド人サプタムインタナショナルチームでインドでのリモート撮影
- TBSテレビ「あさチャン」2020年10月26日宝石に関しての調査ジャーナリズム、インド人ビデオカメラマンでインドでのリモート撮影
- 7月8日（水）　TBS「山岳鉄道と美しき水の都」
- 7月4日　NHK BS1 BS Special(市民が見た世界のコロナショック　６月編)
- TBS「グッとラック！」リサーチ、デリーでコロナに関してインド人カメラマンで取材、データーインターネットにて伝送
- (株)日立ハイテクノロジーズ　APMC HYDERABAD 2020出展関連（ラゲージの輸入,手配や通訳,コーディネート)
- フジテレビ「奇跡体験！アンビリバボー」リサーチ、アポとり、 ムンバイ、ケララ州、コーチ、南インド、インド人カメラマンで取材した。バルマ監督

＜２０１９年＞
- 日経アーキテクチュア：アポとり、リサーチ、 インターヴィウ、通訳、撮影など
- テレビ東京「どうぶつピース」リサーチ、ビデオの権利を購入
- テレビ大阪「二代目 和風総本家」インド新聞社にニュース記事の使用許可
- 関西テレビ「日本の国民的なアレ、世界でいうとコレでした。」リサーチ、インド新聞社にニュース記事の使用許可,ビデオナレーション
- SoftBank Corp：ラージャスターン州でのジョードプル、ドローン撮影（電通）
- 毎日放送「林先生の初耳学」リサーチ、動画使用許諾
- BS-TBS「新・地球絶景紀行」

https://www.bs-tbs.co.jp/shinzekkei/archive015.html#top.
リサーチ,コーディネート（世界最大級 インドの砂漠のプシュカルのラクダ祭り、インド・ラージャスターン州・バラトプル国立公園 、タージマハール
- - 朝日新聞出版

```
インド人カメラマン、スチール写真 
```

- - テレビ東京「やりすぎ都市伝説」

```
アポとり、リサーチ、コーディネート
```

- - 株式会社ファーストリテイリング

```
コーディネート、デリーとグルがオン
```

- - ANAグローバルスタッフ職（事務）の採用動画（ウェブムービー）の制作

```
撮影許可代行、ビザ申請、コーディネーター（通訳兼）手配、車両手配など@ムンバイ
```

- - キヤノンマーケティングジャパン

```
スチルフォトグラフィー 、車両手配、現地宿泊手配、 など。。砂漠のあるラジャスタン州でのコーディネート
```

＜２０１８年＞
- - PANASONIC: インドデリー、グルガオンでのブランドウェブムービーコーディネート、ロケーション管理、キャスティング、現地撮影許可、メークアップアーティスト、スクールバスなど

- - ファーストリテーリング{UNIQLO} 国際会議で上映するドキュメンタリー映像撮影のため、インドのデリー、グルガオン、バンガロールで

```
撮影許可申請手配、VISA取得申請手配、通関手続き書類手配、取材先へのアポイントメント、現地取材コーディネート、車両手配
```

- - ANAグローバルスタッフ職（事務）の採用動画（ウェブムービー）の制作

```
撮影許可代行、現地宿泊手配、ビザ申請、コーディネーター（通訳兼）手配、車両手配。
```

- - テレビ東京『未来世紀ジパング』

```
撮影許可申請手配、インドVISA取得申請手配、取材先へのアポイントメント、インド現地取材コーディネート、通訳。
```

- - 株式会社 進研アド

```
コーディネーター（日・ヒンディー語通訳兼）手配、車両手配、現地宿泊手配。
```

- - 雑誌【はれ予報】インド・ダージリン取材のコーディネート、ダージリン茶園のアポ、ダージリン・ヒマラヤ鉄道取材コーディネート

- - 集英社の本、出版のためリサーチ、取材先へのアポイントメント、現地取材コーディネート、車両手配 インドデリー、ハイデラバード

- - 雑誌『地理月報』の記事作成 (二宮書店) :この雑誌の２ページにわたり記事を日本語で書きました。インド、アンドラプラディッシュ州、新州都、アマラバティのリサーチ、

```
記事翻訳、写真リサーチ（クチプディ舞踊・マンガルギリ）、写真許諾申請
```

- - テレビ東京『世界１億回！！再生動画 ベスト３５４ぜんぶ見る』Youtube動画のリサーチ

```
動画許諾申請、動画内音楽の許諾申請、質問内容と回答の翻訳。
```

- - テレビ東京『どうぶつピース！！』Youtube動画、新聞記事のリサーチ

```
動画、記事の許諾申請、質問内容の翻訳。
```

- - フジテレビ系『超ド級! ありえない映像大賞』動画のリサーチ

```
動画の許諾申請、質問内容と回答の翻訳。
```

- - フジテレビ系列『スポーツ奇跡の瞬間アワード2019』動画のリサーチ

```
動画許諾申請、質問内容と回答の翻訳。
```

CM
- イオンモール ブラックフライデー WEB CM
- ネイチャーラボ ぱっくん TVCM
- UHA味覚糖 グミサプリ TVCM
- RECRUIT ホットペッパービューティーTVCM
- インド マルチスズキ TVCM
- HSBC WebCM
- ティーバイティーガレージCM《キレキレダンス篇》 (T×T GARAGE)
- ぱりんこ (三幸製菓)
- Panasonic INDIA
- 世界のマック ゴールドマサラ (マクドナルド)
- 世界同時刻篇  (デンソー)
- ITmk3 カラテ 篇  (KOBELCO)
- TVCM (セコム)
- インドを魅了する新しい3D映像の世界  (Experience Panasonic)
- インドでも注目を集めるパナソニックのエコアイディア  (Experience Panasonic)
- インドの概要とパナソニックの新興地域戦略  (Experience Panasonic)

PV/MV
- パナソニック インドデリー プロモーションビデオコーディネート ロケーション モデル、メイクアーティスト (Panasonic)
- 平井堅 ソレデモシタイ
- オリンパス・カメラのプロモーション・ビデオの撮影。ケララ州
- ケツメイシ ミュージックアルバム
- 藤井風 grace

TV 番組撮影・制作協力
- テレビ東京Youtube動画のリサーチ動画許諾申請、動画内音楽の許諾申請、質問内容を翻訳・通訳（テレビ東京ユーチューブ）
- テレビ東京『どうぶつピース』動画、新聞記事のリサーチ動画、記事の許諾申請、質問内容の翻訳、通訳 （テレビ東京）
- Panasonic映像 撮影コーディネート
- ANCHOR by Panasonic 商品カタログ制作
- 奇跡体験!アンビリバボー(フジテレビ)
- ナゼそこに?日本人(テレビ東京)
- VSリアルガチ最強生物(TBS)
- 世界!ちょっといいですか?(関西テレビ)
- 新田ゼラチン株式会社 現地工場内と現地法人代表様のインタビュー撮影
- 奇跡体験!アンビリバボー リサーチ 見たことない！大好評アニマル映像SP(フジテレビ)
- やりすぎ都市伝説スペシャル(テレビ東京)
- 尾上菊之助2017 歌舞伎まっしぐら(BS朝日)
- FIFA U17 サッカーW杯世界大会（フジテレビ）
- 大人のワイドショー（日本テレビ）
- SmaSTATION!!（テレビ朝日）
- ありえへん∞世界(テレビ東京)
- 世界が驚いたニッポン！スゴ～イデスネ！！視察団(テレビ朝日)
- みんなのニュース(フジテレビ)
- ありえへん∞世界(テレビ東京)
- 報道特集(TBS)
- 極上のクルーズ紀行(BS-TBS)
- 中居正広の金曜日のスマたちへ(TBS)
- アイアム冒険少年2(TBS)
- 世界の日本人妻は見た！ (MBS)
- アッコにおまかせ!(TBS)
- ワイド!スクランブル(テレビ朝日)
- 平成教育委員会(フジテレビ)
- 世界で働くお父さん (テレビ東京)
- アイアム冒険少年SP (TBS)
- Rising (NHKワールド)
- 世界ビューティートラベル〜シンデレラになれる12の法則〜(テレビ東京)
- FNNスーパーニュース(フジテレビ)
- 旅する音楽 (BSフジ)
- ザ!世界仰天ニュース (日本テレビ)
- 主治医が見つかる診療所 第40回(3.5時間SP) (テレビ東京)
- 極上のクルーズ紀行 (TBS)
- NHKスペシャル (NHK)
- クローズアップ現代 (NHK)
- 開局50周年地球危機2008 (テレビ朝日)
- 夢待人 (フジテレビ)
- 未来の主役 (テレビ東京)
- アジアンスマイル (NHK)
- 日経スペシャル ガイアの夜明け (テレビ東京)
- PROJECT WISDOM (NHK)
- Mr.サンデー (フジテレビ)
- 新報道2001 (フジテレビ)
- Gold  (日経CNBC)
- グローバルディベートWISDOM (NHK)
- 和風総本家 (テレビ大阪)
- ガッチャン! (NHK)
- びっくり法律旅行社 (NHK)
- 地球アゴラ (NHK)
- 世界一受けたい授業 (日本テレビ)
- 天才!志村どうぶつ園 (日本テレビ)
- どうぶつ奇想天外! (TBS)
- 地球感動配達人 走れ!ポストマン (TBS)
- ハイヒールのマジカルワールドツアー (読売テレビ)
- 気ままにLB  (九州朝日放送)
- にじいろジーン (関西テレビ)
- ちちんぷいぷい (MBS)
- 東京カワイイ★TV (NHK)
- ランチBOX (NHK)
- 地球テレビ エル・ムンド (NHK)
- Hotel @ Tokyo (フジテレビ)
- 汐留ギャラリーハウス (日本テレビ)
- World Airport (日本テレビ)
- おはようコールABC (ABC)
- ごきげん!ブランニュ (ABC)
- オトナ女子の最旬 (KBS)
- TBS The Best Hotel (BS-TBS)
- 岡本行夫ニッポンという国へ (BS-TBS)
- おとなの基礎英語 (NHK)
- たけしアート☆ビート (NHK)
- グータンヌーボ (関西テレビ)
- 冒険チュートリアル (関西テレビ)
- 夢!どうぶつ大図鑑 (TBS)
- Asian Ace  (TBS)
- 食彩王国 (テレビ朝日)
- ももち浜ストア (テレビ西日本)
- ヴァンガ道 (テレビ東京)
- アジアの風 (BSジャパン)
- 海外行くならこーでね〜と! (テレビ東京)
- 朝だ!生です旅サラダ (ABC)
- ごきげんライフスタイル よ〜いドン! (関西テレビ)
- ブレインワールドカップ 知力世界No.1大学決定戦 (フジテレビ)
- テレビ東京「ありえへん∞世界」
- TBSテレビ「スポーツ特番」
- 読売テレビ「かんさい情報ネットten．」
- テレビ東京「世界で働くお父さん」
- BS-TBS「地球バス紀行」
- TBSテレビ「新情報7daysニュースキャスター」
- フジテレビ「みんなのニュース」

### 映画
- ドキュメンタリー映画 「Tibetan in Exile 公転の旅人」

グラフィックス・スチール写真
- ニトリ 新卒向けHP用 ポートレート
- 松竹 歌舞伎座「極付印度伝 マハーバーラタ戦記」 尾上 菊之助さん ポスター
- 三菱電機 インド新聞広告 スチール写真
- インド SUZUKI ムンバイ・デリー
- オリンパス・カメラ ケララ州
- 三菱 MITSUBISHI ELECTRIC CORPORATEデリー、グルガオン、バンガロール、マイスール、チェンナイ、ジャイプール

雑誌取材、撮影協力
- 朝日新聞GLOBE リサーチ、アポ、コーディネート（朝日新聞グローブ）
- インドダージリン 雑誌 [はれ予報 9月号］紅茶畑、ヒマラヤ鉄道、ホームステイ、市場取材撮影コーディネート   (しんきんカード)
- アンドラプラディッシュ州、新州都、アマラバティのリサーチ, 雑誌の記事作成 インド、翻訳、（地理月報）、写真リサーチ（クチプディ舞踊・マンガルギリ）、写真許諾申請 (二宮書店）
- DIC PLAZA 110周年特別誌
- 文藝春秋
- 東洋経済
- 日本経済新聞社
- 日経EW
- UOMO (集英社)
- NATSUKO DANDO (TBC)
- GLAMOROUS（グラマラス） (講談社)
- DAZZLE (日経BP)
- 福士蒼汰 写真集 (東京ニュース通信社)
- MEN's EX (世界文化社)
- Works (リクルート)

スポーツ
- FIFA U17 サッカーW杯世界大会 取材（フジテレビ）
- 第22回アジア陸上競技選手権大会(22nd Asian athletics Championships)
- 男子全英オーブンゴルフ
- 米男子ゴルフツアー
- LPGA米女子ゴルフツアー
- HSBCウーマンズ・チャンピオンズゴルフ スチール撮影
- AFC U-16選手権 2016年度 ゴア(朝日テレビ)

各プロモーションビデオ製作協力
- シンガポール政府観光局プロモーションビデオ
- 岡山市PRキャンペーンプロモーションビデオ

カレンダー製作協力
- NTTカレンダー

コンサートコーディネート
- THE TOUR OF MISIA DISCOTHEQUE ASIA シンガポール公演 (MISIA)

イベント・会議・商談ビジネスコーディネート
- Drone Festival of India 2022（電通PRコンサルティング）
- 東レ社内アンケート翻訳(ベンガル語から日本語への翻訳)
- WGIA-16 NIES DELHI INDIA  会議コーディネート （国立環境研究所）
- 東レ社内アンケート翻訳(ベンガル語から日本語への翻訳)

東レ社内アンケート翻訳(ベンガル語から日本語への翻訳)
- HITACHI INDIA オフィス施工(会議・アテンド通訳)
- IEE Expo Mumbai 2018 HITACHIブース(機材手配・運営・通訳・スタッフ管理)
- 第10回  都市開発に関する日印交流会議
- 高知大学市場調査(通訳・コーディネート)
- IREE2015 インド高速鉄道セミナー
- 台湾企業様のインド工場視察 (通訳・コーディネート)
- 第8回日印都市開発交流会議
- IETF2015(インド国際産業＆技術フェア）
- 東京都知事石原慎太郎氏来印時の会議コーディネート
- Japan Railway Symposium2016 コーディネート（ラクナウ）
- 日立グループの(株)日立ハイテクノロジーズ (2020)...APMC HYDERABAD 2020出展関連（ラゲージの輸入,手配や通訳,コーディネート)

```
  
映画祭
ブース出展
```

- 東京国際映画祭 TIFFCOM2013
- 東京国際映画祭 TIFFCOM2011